# Чхеїдзе Костянтин Олександрович
Чхеїдзе Костянтин Олександрович (Грузинський: კონსტანტინე ჩხეიძე), 19 вересня 1897 року - Моздок, Російська імперія - 28 липня 1974 року, Прага, Чехословаччина - чехословацький і російський письменник, філософ.

## Біографія
Народився 19 вересня 1897 року в місті Моздок.
З 1908 по 1916 роки навчався у Полтавському кадетському корпусі. Випущений в чині віце-унтер-офіцера.
В період з 1916 року по 1 жовтня 1917 року - Слухач Тверського кавалерійського училища. Випущений в чині корнета.
У жовтні 1917 року прибув до місця служби в Кабардинський кінний полк Кавказької тубільної дивізії.
З 1918 року - Особистий ад'ютант начальника кабардинських частин генерала Заур-Бека Даутокова-Серебрякова
З 1919 року друкується в денікінських газетах.
У 1919 році призначений ад'ютантом начальника Кабардинській кінної дивізії і Правителя Кабарди князя В. А. Бековича-Черкаського.
У 1920 році у складі військових частин Врангеля, евакуйованих з Криму, прибуває до Константинополя.
У 1921 році, в складі переможених Білий казацьких військ Чхеїдзе був евакуйований в Лемнос, звідки переїхав до Праги.
З 1923 по 1928 роки навчався на Російському юридичного факультету в Празі.
У 1925 році обраний членом Союзу російських письменників і журналістів в Чехословаччині.
З 1927 року член редколегії видання «Козачий сполох».
У 1928 році залишений при кафедрі державного права. Захистив дисертацію на звання магістра.
З 1929 року викладач Російського народного університету.
у 1931 році активний учасник підготовки і проведення Першого з'їзду євразійських організацій.
З 1934 року голова редколегії журналу «Євразійські зошити».
З 1941 року один з керівників підпільного російського емігрантського руху.
У 1945 році заарештований органами СМЕРШ. Отримав 10 років ГУЛАГу.
Повернувся з ГУЛАГу в 1955 році.
Наклав на себе руки в 1974 році. Опинився в лікарні, де і помер.

## Походження
Батько Чхеїдзе походив із грузинської княжої сім'ї стародавнього роду феодалів Чхеїдзе, що бере початок в 12 столітті і які отримали від Катерини Другої землі і маєтки в Моздоку.
Мати походила з російської православної сім'ї.
Дід Чхеїдзе по матері - полковник.
Відповідаючи на питання про свою національність, Чхеїдзе говорив: «Я кавказець».

## Вибрані твори
1. Чхеїдзе К. А. Ліга Націй і держави-материки // «Євразійська хроніка», випуск VIII, Париж, 1927, с. 32-35.  [Архівовано 11 квітня 2021 у Wayback Machine.]
2. Чхеїдзе К. А. Країна Прометея. - Нальчик: Полиграфсервис і Т, 2004-264 с. ISBN 5-93680-133-0.  [Архівовано 4 березня 2016 у Wayback Machine.]
3. Чхеїдзе К. А. Крила над безоднею Роман-сказ; Кавказька проза. - Нальчик: Видавництво М. і В. Котлярова, 2010-288 с. ISBN 9-785-93680-369-7.  [Архівовано 4 березня 2016 у Wayback Machine.]
4. Чхеїдзе К. А. Подорожній зі Сходу: Проза, Літературно-критичні статті, публіцистика, листи. - М.: Книжечка Русский путь, 2011-536 с. ISBN 978-5-903081-14-1. ISBN 978-5-85887-419-5.  [Архівовано 4 березня 2016 у Wayback Machine.]